# Чучунов Леонід Геннадійович
Леонід Геннадійович Чучунов (рос. Чучунов Леонид Геннадьевич; нар. 27 грудня 1974, село Маткечик, Бейський район, Хакаська автономна область, РРФСР) — російський борець вільного стилю хакаського походження, срібний та бронзовий призер чемпіонатів Європи, срібний та бронзовий призер Кубків світу, учасник Олімпійських ігор. Срібний призер Ігор доброї волі 1998 року в командному заліку. Володар Кубку Націй 1999 року в командному заліку. Майстер спорту Росії міжнародного класу з вільної боротьби.

## Життєпис
Боротьбою почав займатися з 1985 року в школі. Його першим тренером був Інокентій Миколайович Тюмереков.
Виступав за Спортивний клуб армії, Новосибірськ. Тренер — Віктор Бурнаков. Триразовий чемпіон Росії (1999, 2000 — до 54 кг; 2001 — до 58 кг). Срібний призер чемпіонатів Росії (1997 — до 54 кг, 2002 — до 55 кг).
У збірній команді Росії з 1997 по 2002 рік.
Завершив спортивну кар'єру в 2002 році.
Головний тренер спортивної збірної команди Республіки Хакасія з вільної боротьби в Державній бюджетній установі Республіки Хакасія «Центр спортивної підготовки збірних команд Республіки Хакасія». Під його керівництвом спортсмени збірної команди Республіки Хакасія з вільної боротьби неодноразово ставали переможцями і призерами на багатьох зональних і російських змаганнях, серед них: Таначаков Олексій — майстер спорту Росії з вільної боротьби, бронзовий призер юніорської першості Європи 2007 року.
Віце-президент з вільної боротьби Федерації спортивної боротьби Республіки Хакасія.

## Нагороди
- Почесна грамота Президії Верховної ради Республіки Хакасія «За високі спортивні досягнення в чемпіонаті Росії з вільної боротьби», «За успішний виступ на чемпіонаті Європи з вільної боротьби»;
- Почесна грамота Державного комітету з фізичної культури і спорту Республіки Хакасія «Кращий спортсмен Республіки Хакасія за підсумками 1997 року»;
- Медаль, заснована Президентом Росії Д. Медведєвим «В пам'ять 30-річчя Ігор XXII Олімпіади 1980 року в м Москві»;
- Премія Голови Уряду Республіки Хакасія в номінації «Працююча молодь в спорті».

## Спортивні результати на міжнародних змаганнях

### Виступи на Олімпіадах
| Змагання                    | Збірна | Вагова категорія          | Місце |
| --------------------------- | ------ | ------------------------- | ----- |
| Літні Олімпійські ігри 2000 | Росія  | вільна боротьба, до 54 кг | 12    |

### Виступи на Чемпіонатах світу
| Змагання                        | Збірна | Вагова категорія          | Місце |
| ------------------------------- | ------ | ------------------------- | ----- |
| Чемпіонат світу з боротьби 1999 | Росія  | вільна боротьба, до 54 кг | 6     |

### Виступи на Чемпіонатах Європи
| Змагання                         | Збірна | Вагова категорія          | Місце  |
| -------------------------------- | ------ | ------------------------- | ------ |
| Чемпіонат Європи з боротьби 1999 | Росія  | вільна боротьба, до 54 кг | Бронза |
| Чемпіонат Європи з боротьби 2000 | Росія  | вільна боротьба, до 54 кг | Срібло |
| Чемпіонат Європи з боротьби 2001 | Росія  | вільна боротьба, до 58 кг | 10     |

### Виступи на Кубках світу
| Змагання                    | Збірна | Вагова категорія          | Місце  |
| --------------------------- | ------ | ------------------------- | ------ |
| Кубок світу з боротьби 1997 | Росія  | вільна боротьба, до 54 кг | Срібло |
| Кубок світу з боротьби 1998 | Росія  | вільна боротьба, до 54 кг | Бронза |

### Виступи на інших змаганнях
| Змагання              | Збірна | Вагова категорія          | Місце |
| --------------------- | ------ | ------------------------- | ----- |
| Ігри доброї волі 1998 | Росія  | вільна боротьба, до 54 кг | 5     |